# Abhandlungen des Naturwissenschaftlichen Vereins zu Bremen
Die Abhandlungen des Naturwissenschaftlichen Vereins zu Bremen sind ein wissenschaftliches Publikationsorgan. Herausgeber der naturwissenschaftlichen Fachzeitschrift ist der Naturwissenschaftliche Verein zu Bremen.
Die Abhandlungen bilden seit 1866 das wissenschaftliche Sprachrohr des Vereins. Die Hefte erscheinen etwa jährlich und enthalten vor allem naturwissenschaftliche Arbeiten zu naturkundlichen Themen – wie z. B. Berichte über Flora, Fauna, Ökologie, Geografie – mit Schwerpunkten aus Bremen und Nordwestdeutschland. Sie bieten die Möglichkeit, wissenschaftliche Arbeiten zu veröffentlichen. Der aktuelle Band 48(1) ist Ende Juni 2023 erschienen.